# Amaurochaetidae
Amaurochaetidae is een familie van slijmzwammen behorend tot de orde Stemonitales. Het typegeslacht is Amaurochaete.

## Genera
De familie bestaat uit de volgende geslachten:
- Amaurochaete
- Brefeldia
- Comatricha
- Enerthenema
- Stemonaria
- Paradiacheopsis